# Fabrice Cayla
Pour les articles homonymes, voir Cayla.
Fabrice Cayla (27 novembre 1953 - 15 avril 2005) est un auteur français de jeux de société, de jeux de rôle et de livres-jeux. Il est le fondateur et directeur de la collection Histoires à Jouer avec Jean-Pierre Pecau, parue chez Presses Pocket et Le Livre de poche.

## Ludographie et bibliographie
Jeux de rôle
- L'Ultime Épreuve
  - Fabrice Cayla, L'Ultime Épreuve, Jeux Actuels, 1983  premier jeu de rôle français publié
  - Fabrice Cayla, Les Chroniques de Linaïs, Jeux Actuels, 1984, 100 p.
  - Fabrice Cayla, Le Domaine d'Orsia et L'Antre du collectionneur, Jeux Actuels, 1984, 36 p.
  - Fabrice Cayla, Le Chemin de l'ermite et Le Périple intérieur, Jeux Actuels, 1984, 32 p.
- La Compagnie des glaces
  - Fabrice Cayla et Jean-Pierre Pécau, La Compagnie des glaces, Jeux Actuels, 1986

Livres-jeux « Histoires à jouer »
- Fabrice Cayla et Jean-Pierre Pécau, Le Grand mammouth, Presses Pocket, coll. « Soyez le héros… » (no 1), 1986
- Fabrice Cayla et Jean-Pierre Pécau, Mousquetaire du roy, Presses Pocket, coll. « Soyez le héros… » (no 2), 1986
- Fabrice Cayla et Jean-Pierre Pécau, Le Voyage d'Ulysse, Presses Pocket, coll. « Soyez le héros… » (no 3), 1986
- Fabrice Cayla et Jean-Pierre Pécau, L'Or du pharaon, Presses Pocket, coll. « Soyez le héros… » (no 4), 1986
- Fabrice Cayla et Jean-Pierre Pécau, La Voie du sabre, Presses Pocket, coll. « Soyez le héros… » (no 6), 1986
- Fabrice Cayla et Jean-Pierre Pécau, Les Drakkars, Presses Pocket, coll. « Soyez le héros… » (no 7), 1986
- Fabrice Cayla et Jean-Pierre Pécau, Les Sept Voyages de Sindbad, Presses Pocket, coll. « Soyez le héros… » (no 10), 1987
- Fabrice Cayla et Jean-Pierre Pécau, Le Chevalier errant, Presses Pocket, coll. « Soyez le héros… » (no 11), 1987
- Fabrice Cayla et Jean-Pierre Pécau, Les Soldats de l'ombre, Livre de poche, coll. « Soyez un héros de l'Histoire… » (no 17), 1988
- Fabrice Cayla et Jean-Pierre Pécau, Le Voyageur égaré, Livre de poche, coll. « 4e dimension » (no 2), 1988
- Fabrice Cayla et Jean-Pierre Pécau, Réseau Odessa, Livre de poche, coll. « Missions spéciales » (no 1), 1988
- Fabrice Cayla et Jean-Pierre Pécau, Opération méduse, Livre de poche, coll. « Missions spéciales » (no 2), 1988
- Fabrice Cayla et Jean-Pierre Pécau, Pris sur le vif, Livre de poche, coll. « 4e dimension » (no 3), 1988
- Fabrice Cayla et Jean-Pierre Pécau, L'Héritage Welsey, Livre de poche, coll. « Sherlock Holmes » (no 8), 1988

Jeux de société
- Pierre Cléquin, Fabrice Cayla, Bruno Faidutti et Jean-Pierre Pécau, Krystal, Oriflam, 1989

Divers
- Fabrice Cayla (ill. Pef), Manuel de magie à l'usage des apprentis enchanteurs de 1re et de 2e année, Seuil jeunesse, 1995 (ISBN 978-2-02-021665-4)
- Fabrice Cayla, Alain Quesnel, Michaël Welply et Marcel Laverdet, Le guide illustré des mythes et légendes, Hachette jeunesse, 1997, 196 p. (ISBN 978-2-01-291681-4)